# Plagiobothrys mesembryanthemoides
Plagiobothrys mesembryanthemoides là loài thực vật có hoa trong họ Mồ hôi. Loài này được (Speg.) I.M. Johnst. miêu tả khoa học đầu tiên.